# Chalcosyrphus longus
Chalcosyrphus longus är en tvåvingeart som först beskrevs av Daniel William Coquillett 1898.  Chalcosyrphus longus ingår i släktet mulmblomflugor, och familjen blomflugor. Inga underarter finns listade i Catalogue of Life.